# Albert Grey, IV conte Grey
Albert Henry George Grey, IV conte Grey (Londra, 28 novembre 1851 – Londra, 29 agosto 1917), è stato un politico inglese.

## Biografia
Era il figlio del generale Charles Grey, figlio minore dell'ex primo ministro britannico Grey, e di sua moglie, Caroline Farquhar, figlia di Sir Thomas Harvie Farquhar.
Studiò alla Harrow School e poi al Trinity College di Cambridge, dove ha studiato storia e diritto.

## Carriera
Dopo la laurea nel 1873, divenne segretario privato di Sir Henry Bartle Frere e, come Frere, è stato membro del Council of India e accompagnò il principe Alberto Edoardo, principe di Galles , nel suo tour di India.
Nel 1878 divenne deputato per South Northumberland. Ispirato dalle teorie di Giuseppe Mazzini, divenne un fautore dell'imperialismo ed è stato uno dei fondatori della Imperial Federation League, che ha cercato di trasformare l'impero britannico in una federazione imperiale.

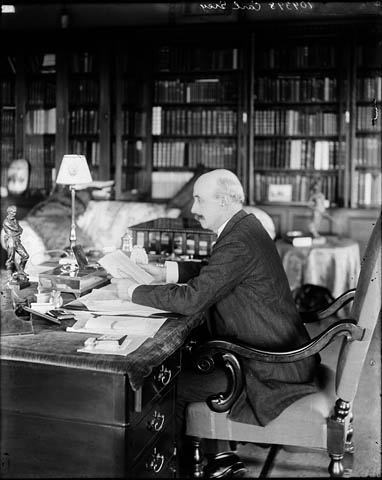
Lord Grey, governatore generale del Canada, a Rideau Hall, Ottawa.

Otto anni dopo, successe a suo zio e entrò nella Camera dei lord. Nel 1899 fu Lord luogotenente di Northumberland. Nel 1905 venne nominato governatore generale del Canada.

## Matrimonio
Sposò, il 9 giugno 1877, Alice Holford (?-22 settembre 1944), figlia di Robert Stayner Holford. Ebbero cinque figli:
- Lady Victoria Sybil Mary Grey (9 giugno 1878-3 febbraio 1907), sposò Arthur Morton Grenfell, ebbero tre figli;
- Charles Grey, V conte Grey (15 dicembre 1879-2 aprile 1963);
- Lady Sybil Grey (15 luglio 1882-4 giugno 1966), sposò Lambert William Middleton, ebbero due figli;
- Lady Evelyn Alice Grey (14 marzo 1886-15 aprile 1971), sposò Lawrence Jones, V Baronetto, ebbero cinque figli;
- Lady Lilian Winifred Grey (11 giugno 1891-7 aprile 1895).

## Morte
Morì il 29 agosto 1917, a 65 anni.

## Ascendenza
|                               |                              |                                     | Genitori                                    |  |  | Nonni |  |  | Bisnonni                   |  |  | Trisnonni               |  |
|                               |                              |                                     |                                             |  |  |       |  |  | Charles Grey, I conte Grey |  |  | Henry Grey, I baronetto |  |
|                               |                              |                                     |                                             |  |  |       |  |  | Charles Grey, I conte Grey |  |  | Henry Grey, I baronetto |  |
|                               |                              | Hannah Wood                         |                                             |  |  |       |  |  | Charles Grey, I conte Grey |  |  |                         |  |
| Charles Grey, II conte Grey   |                              |                                     |                                             |  |  |       |  |  | Charles Grey, I conte Grey |  |  |                         |  |
|                               |                              | Elizabeth Grey                      | George Grey                                 |  |  |       |  |  |                            |  |  |                         |  |
|                               |                              | Elizabeth Grey                      | George Grey                                 |  |  |       |  |  |                            |  |  |                         |  |
|                               |                              | Elizabeth Grey                      | Elizabeth Ogle                              |  |  |       |  |  |                            |  |  |                         |  |
| Charles Grey                  |                              | Elizabeth Grey                      |                                             |  |  |       |  |  |                            |  |  |                         |  |
|                               |                              | William Ponsonby, I barone Ponsonby | John Ponsonby                               |  |  |       |  |  |                            |  |  |                         |  |
|                               |                              | William Ponsonby, I barone Ponsonby | John Ponsonby                               |  |  |       |  |  |                            |  |  |                         |  |
|                               |                              | William Ponsonby, I barone Ponsonby | Elizabeth Cavendish                         |  |  |       |  |  |                            |  |  |                         |  |
| Mary Elizabeth Ponsonby       |                              | William Ponsonby, I barone Ponsonby |                                             |  |  |       |  |  |                            |  |  |                         |  |
|                               |                              | Louisa Molesworth                   | Richard Molesworth, III visconte Molesworth |  |  |       |  |  |                            |  |  |                         |  |
|                               |                              | Louisa Molesworth                   | Richard Molesworth, III visconte Molesworth |  |  |       |  |  |                            |  |  |                         |  |
|                               |                              | Louisa Molesworth                   | Mary Jenney Ussher                          |  |  |       |  |  |                            |  |  |                         |  |
| Albert Grey, IV conte Grey    |                              | Louisa Molesworth                   |                                             |  |  |       |  |  |                            |  |  |                         |  |
|                               | Walter Farquhar, I baronetto | Robert Farquhar                     |                                             |  |  |       |  |  |                            |  |  |                         |  |
|                               | Walter Farquhar, I baronetto | Robert Farquhar                     |                                             |  |  |       |  |  |                            |  |  |                         |  |
|                               | Walter Farquhar, I baronetto | Katherine Turing                    |                                             |  |  |       |  |  |                            |  |  |                         |  |
| Thomas Farquhar, II baronetto | Walter Farquhar, I baronetto |                                     |                                             |  |  |       |  |  |                            |  |  |                         |  |
|                               |                              | Anne Stevenson                      | Thomas Stevenson                            |  |  |       |  |  |                            |  |  |                         |  |
|                               |                              | Anne Stevenson                      | Thomas Stevenson                            |  |  |       |  |  |                            |  |  |                         |  |
|                               |                              | Anne Stevenson                      | Elizabeth                                   |  |  |       |  |  |                            |  |  |                         |  |
| Caroline Eliza Farquhar       |                              | Anne Stevenson                      |                                             |  |  |       |  |  |                            |  |  |                         |  |
|                               |                              | Morton Rockcliffe                   | …                                           |  |  |       |  |  |                            |  |  |                         |  |
|                               |                              | Morton Rockcliffe                   | …                                           |  |  |       |  |  |                            |  |  |                         |  |
|                               |                              | Morton Rockcliffe                   | …                                           |  |  |       |  |  |                            |  |  |                         |  |
| Sybella Martha Rockcliffe     |                              | Morton Rockcliffe                   |                                             |  |  |       |  |  |                            |  |  |                         |  |
|                               |                              | Martha Bennett                      | Thomas Leigh Bennett                        |  |  |       |  |  |                            |  |  |                         |  |
|                               |                              | Martha Bennett                      | Thomas Leigh Bennett                        |  |  |       |  |  |                            |  |  |                         |  |
|                               |                              | Martha Bennett                      | …                                           |  |  |       |  |  |                            |  |  |                         |  |
|                               |                              | Martha Bennett                      |                                             |  |  |       |  |  |                            |  |  |                         |  |